# Ni tout à fait la même ni tout à fait une autre
 (mars 2018).
Si vous disposez d'ouvrages ou d'articles de référence ou si vous connaissez des sites web de qualité traitant du thème abordé ici, merci de compléter l'article en donnant les références utiles à sa vérifiabilité et en les liant à la section « Notes et références ».
Ni tout à fait la même ni tout à fait une autre est un roman de Flora Groult publié en 1979.

## Résumé
En 1978 Lison, 50 ans est remariée à Claude. Elle revoit Maurice, avec qui elle a eu trois enfants. Lawrence, 21 ans, en médecine, Emma, 19 ans et Délia, maman de Julie avec Marc.
Emma est partie vivre avec Juan aux États-Unis, dans une secte. Elle envoie un message à sa mère, lui demandant de venir. Lison retrouve sa fille, puis s'enfuit. Emma finit par rentrer, enceinte.
Delia est invitée par Claes, son premier amour, en Finlande. Elle y emmène sa fille, refait l'amour avec Claes, puis rentre chez elle. Marc et elle s'avouent mutuellement s'être trompés.